# More Requests!
More Requests! è un extended play del gruppo musical britannico The Beatles, pubblicato in Australia nel 1964.

## Tracce
1. Slow Down (Larry Williams)
2. Matchbox (Carl Perkins)
3. Till There Was You (Meredith Willson)
4. I Wanna Be Your Man (John Lennon e Paul McCartney)

## Formazione
- John Lennon - voce, chitarra
- Paul McCartney - voce, basso
- George Harrison - chitarra elettrica
- Ringo Starr - batteria

(EN) More Requests!, su Discogs, Zink Media.